# 환산 (복잡도)
복잡도 이론과 계산 복잡도 이론에서 환산(reduction 리덕션[*])은 어떤 문제를 다른 문제로 변형하는 과정이다. transformation 트랜스포메이션[*]이라고도 한다.
문제 A가 어떤 과정을 통해 문제 B로 환산된다면 B의 해답을 가지고 A의 해답을 알 수 있기 때문에, A를 푸는 작업이 B를 푸는 작업보다 어려울 수 없다. 이를 A ≤ B라 쓰고, 흔히 ≤의 아랫첨자에 어떤 종류의 환산인지 명시해 주곤 한다. 특정한 환산은 복잡도 종류를 정의하는 데 쓰일 수 있다.
예를 들어, 곱셈 문제를 제곱 문제로 환산하는 경우를 살펴 보자. 만약 덧셈, 뺄셈, 제곱 연산, 2로 나누는 연산만 쓸 수 있다면, 두 숫자의 곱을 다음과 같이 구할 수 있다.
{\displaystyle a\times b={\frac {(a+b)^{2}-a^{2}-b^{2}}{2}}}
거꾸로 같은 두 수를 곱해서 제곱 연산을 할 수 있으므로 반대 환산도 가능하다. 이런 종류의 환산은 튜링 환산이라 한다.
하지만 환산 과정에 제곱 연산을 단 한 번, 그리고 맨 마지막에 사용할 수 있다는 제약을 가하면 환산은 어려워진다. 이러한 제약이 있다면 어떠한 일반적인 환산 과정이 존재하지 않는데, {\displaystyle {\sqrt {2}}} 같은 무리수를 유리수로부터 계산해야 할 수 있기 때문이다. 하지만 반대로 제곱 연산은 곱셈 한 번을 맨 마지막에 사용하기만 해도 되고, 따라서 일반적으로 '곱셈은 제곱 연산보다 더 어렵다'는 결과를 얻어낼 수 있다. 이런 종류의 환산은 다대일 환산이라 한다.

## 정의
{\displaystyle \mathbb {N} }의 두 부분집합 {\displaystyle A}와 {\displaystyle B}가 주어지고, 정의역과 공역이 모두 {\displaystyle \mathbb {N} }이며 합성에 대해 닫힌 함수들의 집합 {\displaystyle F}가 주어진다고 하자. 다음 조건을 만족할 때, {\displaystyle A}는 {\displaystyle B}로 {\displaystyle F}에 대해 환산 가능하다고 한다.
{\displaystyle \exists f\in F{\mbox{ . }}\forall x\in \mathbb {N} {\mbox{ . }}x\in A\Leftrightarrow f(x)\in B}
이를 기호로 다음과 같이 표기한다.
{\displaystyle A\leq _{F}B}
{\displaystyle S}가 {\displaystyle {\color {Blue}P}(\mathbb {N} )}의 부분집합이고 ≤가 환산 연산자라고 하자. 그러면 다음 조건을 만족할 때 {\displaystyle S}는 ≤에 대해 닫혀 있다고 한다.
{\displaystyle \forall s\in S{\mbox{ . }}\forall A\in P(\mathbb {N} ){\mbox{ . }}A\leq s\Leftrightarrow A\in S}
다음 조건을 만족할 때 {\displaystyle \mathbb {N} }의 부분집합 {\displaystyle A}는 {\displaystyle S}에 대해 난해하다고 한다. {\displaystyle A}에 해당하는 문제는 적어도 S에 있는 모든 문제만큼은 어렵다.
{\displaystyle \forall s\in S{\mbox{ . }}s\leq A}
{\displaystyle \mathbb {N} }의 부분집합 {\displaystyle A}가 {\displaystyle S}에 포함되며 {\displaystyle S}에 대해 난해하면 {\displaystyle S}에 대해 완전하다고 한다. 이러한 {\displaystyle A}에 해당하는 문제는 {\displaystyle S}에 속한 문제들 중 가장 어렵다.

## 예시
- 복잡도 종류 P, NP, PSPACE는 다항시간 환산에 대해 닫혀 있다.
- 복잡도 종류 L, NL, P, NP, PSPACE는 로그공간 환산에 대해 닫혀 있다.

## 같이 보기
- 다대일 환산
- 튜링 환산
- 최적화